# ビィ・ヒア・ナウ
ビィ・ヒア・ナウ (Be Here Now) は、1997年8月21日に発売されたオアシスの3枚目のオリジナルアルバム。

## 収録曲
全曲 作詞・作曲：ノエル・ギャラガー
アナログ盤では二枚組であり「ドゥ・ユー・ノウ・ワット・アイ・ミーン？」から「マジック・パイ」までがA面、「スタンド・バイ・ミー」から「ザ・ガール・イン・ザ・ダーティ・シャツ」までがB面、「フェイド・イン-アウト」から「ビィ・ヒア・ナウ」までがC面、「オール・アラウンド・ザ・ワールド」から「オール・アラウンド・ザ・ワールド(リプライズ)」までがD面である。
1. ドゥ・ユー・ノウ・ワット・アイ・ミーン? - D'You Know What I Mean?
1stシングル。ワンダーウォールと同じコード進行で始まり、オアシスの曲では初めて大々的にエレクトロニクスサウンドが導入されている。ヒップホップグループN.W.A.の楽曲『Straight Outta Compton』のドラムループ（アーメンブレイク）を使用している[16]。一部の歌詞は、ビートルズの楽曲からの引用[16]が見られ、また、神に言及する箇所がある[16]。ローリング・ストーン誌のレビューによると、この曲は「seven minutes of simple, focused genius」であり、曲の雰囲気は信仰の危機を感じさせる[16]。
2. マイ・ビッグ・マウス - My Big Mouth
1996年8月のネブワース公演で先行披露された。
3. マジック・パイ - Magic Pie
ノエルがボーカルをとるナンバー。シングルのB面に収録されている、『ステイ・ヤング』とアルバム収録を争った経緯がある。
4. スタンド・バイ・ミー - Stand By Me
2ndシングル。デヴィッド・ボウイが、モット・ザ・フープルに楽曲提供した『すべての若き野郎ども』の影響を受けている。歌詞は、ノエルが母親に向けた内容である。
5. アイ・ホープ、アイ・シンク、アイ・ノウ - I Hope, I Think, I Know
インタビューを受けた際、記者との言い争いから生まれた曲。
6. ザ・ガール・イン・ザ・ダーティ・シャツ - The Girl in the Dirty Shirt
当時付き合っていたメグ・マシューズとのエピソードから作られた。
7. フェイド・イン-アウト - Fade In-Out
ジョニー・デップがスライドギターで参加している。中盤で、リアムのシャウトが聴ける。
8. ドント・ゴー・アウェイ - Don't Go Away
日本限定でシングルカットされ、ドラマ『ラブ・アゲイン』にも使用された曲。親しい誰かを失うことについて書かれた曲で、ギャラガー兄弟の母親ペギーが入院したときの体験から作られた。
9. ビィ・ヒア・ナウ - Be Here Now
ノエルが、ジョニー・デップとケイト・モスと3人でバカンス中に、ミック・ジャガーの別荘にあった子供用のおもちゃのピアノで作った曲。リズムはローリング・ストーンズの『ホンキー・トンク・ウィメン』を参考にしている。『ステイ・ヤング』のギターリフが流れる[17]。
10. オール・アラウンド・ザ・ワールド - All Around the World
3rdシングル。曲が進むにつれ2度転調し、オーケストラとバックコーラスが加わる9分20秒にも及ぶ曲。デビュー前に曲は存在しており、当初からノエルは3rdアルバムに収録しようと構想していた。また、曲の進行はビートルズの『ヘイ・ジュード』を参考にしている。
11. イッツ・ゲッティン・ベター(マン!!) - It's Gettin' Better (Man!!)
たまにはストーンズみたいな曲でもとバンドでのジャムセッションを経て作られた。この曲も1996年8月のネブワース公演で先行披露された。
12. オール・アラウンド・ザ・ワールド(リプライズ)  - All Around the World (Reprise)
オール・アラウンド・ザ・ワールドをアレンジした2分程のインスト曲。飛行機のハッチを閉じる音で終わる。

## 2016年盤
- オアシスがデビューを果たしてから世界的現象となるまでの最重要期間である1993年～1997年を振り返るプロジェクト「チェイシング・ザ・サン」シリーズの第3弾としてリリース。。
- ノエルが、収録曲「ドゥ・ユー・ノウ・ワット・アイ・ミーン？」を新たに再構成したニューバージョン「ドゥ・ユー・ノウ・ワット・アイ・ミーン？ (NG's 2016 リシンク)」がボーナストラックとして収録されている。曰く、このようなスタイルでアルバム全曲を再構築しようとしたが、膨大な労力がかかりこの1曲のみで断念したという。
- デラックス・エディション（完全生産限定盤）とスタンダード・エディション（通常盤）の2形態でリリース。
- デヴィッド・ボウイのカバー「ヒーローズ」や、ザ・ローリング・ストーンズのカバー「ストリート・ファイティング・マン」など一部のシングルB面曲は収録されていない。

### 仕様
- スタンダード・エディション（通常盤）
  - 1CD（オリジナル盤のリマスター）
  - 初回仕様：紙ジャケット
- デラックス・エディション（完全生産限定盤）
  - 3CD（オリジナル盤のリマスター＋カップリング集＋未発表音源）
  - ハードカヴァー紙ジャケット
  - 24Pブックレット

### 収録内容

#### Disc 1
- オリジナル盤『ビィ・ヒア・ナウ』リマスター

1. ドゥ・ユー・ノウ・ワット・アイ・ミーン？  D'You Know What I Mean?
2. マイ・ビッグ・マウス  My Big Mouth
3. マジック・パイ  Magic Pie
4. スタンド・バイ・ミー  Stand By Me
5. アイ・ホープ、アイ・シンク、アイ・ノウ　I Hope, I Think, I Know
6. ザ・ガール・イン・ザ・ダーティ・シャツ　The Girl in the Dirty Shirt
7. フェイド・イン - アウト  Fade In-Out
8. ドント・ゴー・アウェイ  Don't Go Away
9. ビィ・ヒア・ナウ  Be Here Now
10. オール・アラウンド・ザ・ワールド  All Around the World
11. イッツ・ゲッティン・ベター（マン!!）　It's Gettin' Better (Man!!)
12. オール・アラウンド・ザ・ワールド(リプライズ) All Around the World (Reprise)

#### Disc 2
- B-SIDE収録曲＋エクストラ・トラック、ライブ音源、未発表デモ

1. ステイ・ヤング  Stay Young (Remastered)
13thシングル『ドゥ・ユー・ノウ・ワット・アイ・ミーン?』収録
2. ザ・フェイム  The Fame (Remastered)
3. フラッシュバックス  Flashbax
以上2曲は15thシングル『オール・アラウンド・ザ・ワールド』収録
4. （アイ・ゴット）ザ・フィーヴァー  (I Got) The Fever
5. マイ・シスター・ラヴァー  My Sister Lover
6. ゴーイング・ノーウェアー  Going Nowhere 
以上3曲は14thシングル『スタンド・バイ・ミー』収録
7. スタンド・バイ・ミー (ライヴ・アット・ボーンヘッズ・アウトテイク)  Stand By Me (Live At Bonehead's Outtake)
8. アンタイトル (デモ)  Untitled (Demo)
9. ヘルプ！ (ライヴ・インLA)　Help! (Live In LA)
(John Lennon/Paul McCartney)
ビートルズのカバー
10. セッティング・サン (ライヴ・ラジオ・ブロードキャスト)  Setting Sun (Live Radio Broadcast)
11. イフ・ウィ・シャドウズ (デモ)  If We Shadows (Demo)
12. ドント・ゴー・アウェイ (デモ)  Don't Go Away (Demo)
13. マイ・ビッグ・マウス (ライヴ・アット・ネブワース・パーク)  My Big Mouth (Live At Knebworth Park)
14. ドゥ・ユー・ノウ・ワット・アイ・ミーン？ (NG's 2016 リシンク)　D'You Know What I Mean? (NG's 2016 Rethink)

#### Disc 3
- 未発表デモ

1. ドゥ・ユー・ノウ・ワット・アイ・ミーン？ (マスティク・デモ）  D'You Know What I Mean? (Mustique Demo)
2. マイ・ビッグ・マウス (マスティク・デモ）  My Big Mouth (Mustique Demo)
3. マイ・シスター・ラヴァー (マスティク・デモ）  My Sister Lover (Mustique Demo)
4. スタンド・バイ・ミー (マスティク・デモ）  Stand By Me (Mustique Demo)
5. アイ・ホープ、アイ・シンク、アイ・ノウ (マスティク・デモ）  I Hope, I Think, I Know (Mustique Demo)
6. ザ・ガール・イン・ザ・ダーティ・シャツ (マスティク・デモ）  The Girl In The Dirty Shirt (Mustique Demo)
7. ドント・ゴー・アウェイ (マスティク・デモ） Don't Go Away (Mustique Demo)
8. トリップ・インサイド （ビィ・ヒア・ナウ） (マスティク・デモ） Trip Inside (Be Here Now) (Mustique Demo
9. フェイド・イン- アウト (マスティク・デモ） Fade In-Out (Mustique Demo)
10. ステイ・ヤング (マスティク・デモ）  Stay Young (Mustique Demo)
11. エンジェル・チャイルド (マスティク・デモ）  Angel Child (Mustique Demo)
12. ザ・フェイム (マスティク・デモ） The Fame (Mustique Demo)
13. オール・アラウンド・ザ・ワールド (マスティク・デモ）  All Around The World (Mustique Demo)
14. イッツ・ゲッティン・ベター（マン!!）(マスティク・デモ）  It's Gettin' Better (Man!!) (Mustique Demo)

## 評価と影響
前作とは打って変わって暗く、分厚く重ねられたギターサウンドが最大の特徴。また一曲一曲が非常に長い。
当時のオアシスは前作『モーニング・グローリー』が全世界で2000万枚以上を売り上げており、さらにネブワースでの大規模野外ライブでは25万人を集めて大成功させていた。本作は発売前から大きな期待がかけられ、発売前日には本国イギリスでテレビ特番も放送された。本国でシングルカットされた3曲はどれもヒットし、2021年現在アルバムセールスは1000万枚を超えているが、曲によってはサウンドも重たくなっていたため、賛否両論を巻き起こした。
- このアルバムの発売日はビートルズの『アビイ・ロード』でメンバー全員がスタジオに揃った最後の日の翌日であり、日付と曜日が本アルバム発売日と一致することからブックレット最終面にカレンダーの写真がある。
- ジャケット写真の車のナンバーがアビイ・ロードのものと同じである。
- リアムは『ビィ・ヒア・ナウ』がオアシスのアルバムで一番好きだとコメントしている。曰く、「アレンジのしすぎで音が色んな方向に飛んでるけど、粒ぞろいの曲が揃った良いアルバムさ。でもみんな、このアルバムを買ってくれ。死ぬほど余ってるんだ」と、このアルバムを好意的にコメントしている一方、ノエルは「最悪のロックン・ロール・アルバムと呼ばれてもおかしくない」と、このアルバムに対し後悔する趣旨の発言を度々しており、メンバー（事実上ノエル）が選曲をしたベスト盤「ストップ・ザ・クロックス」には、本作からの楽曲は1曲も選ばれていない。オアシスのライブでもセットリストに並ぶ事はほぼなかったが、2009年6月6日マンチェスターのヒートン・パークで行われたライブで「My Big Mouth」が披露され、その直後のフジロック・フェスティバル'09でも披露された他、リアムがソロ活動を始めてからは、「D'You Know What I Mean?」、「Be Here Now」がツアーのセットリストに組み込まれている。
- リリース時レコード店の前に列をなす若者の中には当時18歳のピート・ドハーティの姿もあった[18]。
- 日本ではオリコン洋楽アルバムチャートで1997年9月1日付から2週連続1位を獲得した[19]。

## 参加ミュージシャン

### オアシス
- リアム・ギャラガー - Vocal
- ノエル・ギャラガー - Guitar、Backing Vocal
- ポール・"ボーンヘッド"・アーサーズ - Guitar
- ポール・"ギグジー"・マッギーガン - The Bass
- アラン・ホワイト - Drums、Percussion

### ゲスト
| - マイク・ロウ - Keyboards D'You Know What I Mean? - マーク・コイル - Backwards bits Fade In-Out - ジョニー・デップ - Slide Guitar All Around The World - マーク・フェルサム - Harmonica |

## タイアップ
| 年     | タイトル                         | タイアップ先                                    | 備考                                                                              |
| ------ | -------------------------------- | ----------------------------------------------- | --------------------------------------------------------------------------------- |
| 1998年 | ドント・ゴー・アウェイ           | TBS系『ラブ・アゲイン』                         | 挿入歌として起用。シングルは日本でのみ。                                          |
| 2020年 | オール・アラウンド・ザ・ワールド | 三井住友銀行（SMBC) CMソング/メイキング・テーマ | CMには八村塁が出演している。映像そのものはSMBCの公式Youtubeチャンネルで視聴可能。 |